# Canto ostinato

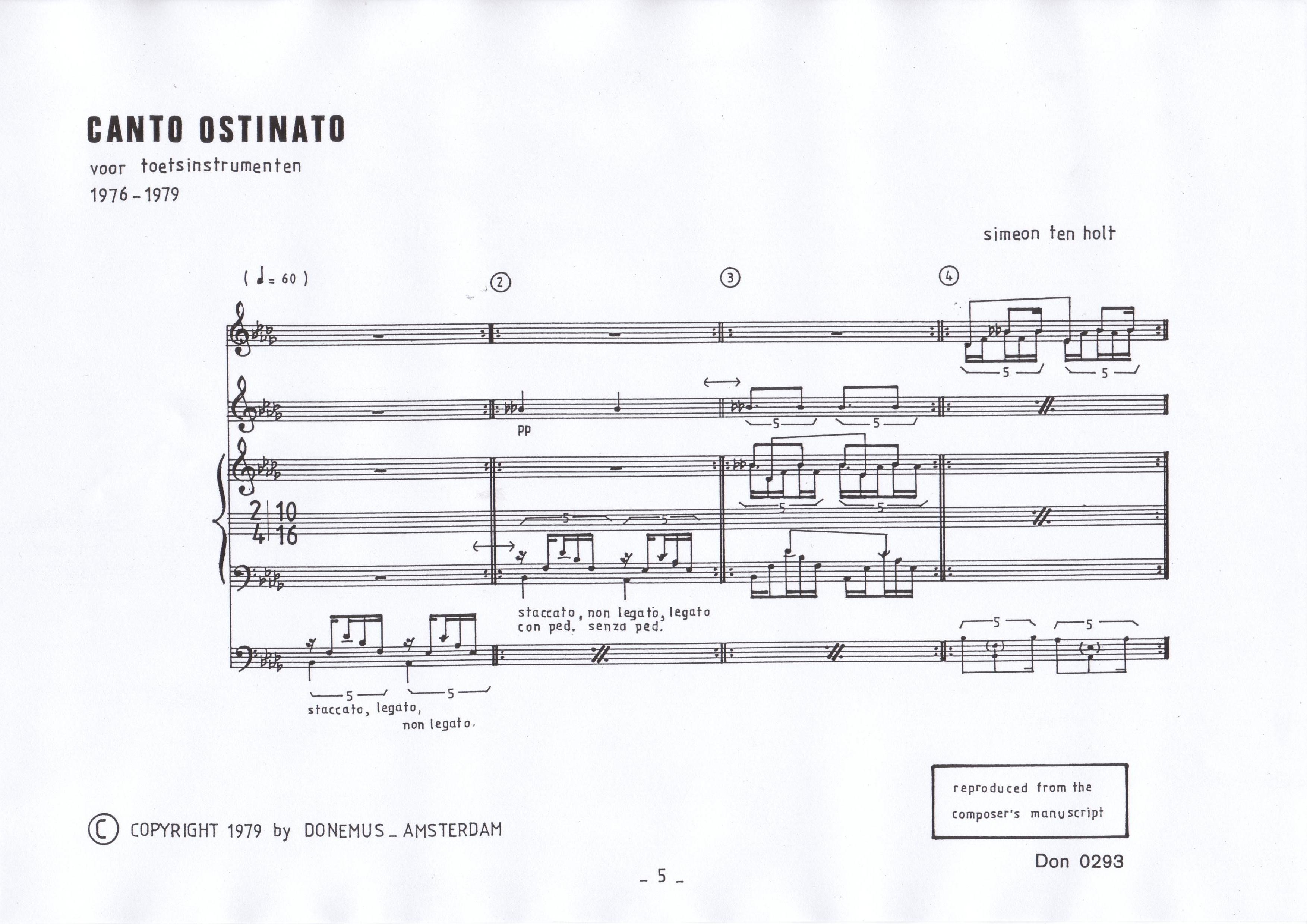
Les premières mesures de Canto Ostinato

Canto Ostinato est une composition pour instruments à clavier du compositeur néerlandais Simeon ten Holt (1923-2012). Le titre est souvent traduit par "chant obstiné", mais en fait le terme musical "ostinato" est un court motif musical qui est répété plusieurs fois pendant la durée d'une composition (ou une partie de celle-ci).
La pièce a été terminée en 1976 et interprétée en public pour la première fois le 25 avril 1979 à Bergen (Noord-Holland) sur trois pianos et un orgue électronique. Dans l'introduction de la partition, le compositeur écrit :  "D'autres combinaisons d'instruments à clavier sont possibles. Mais une interprétation sur 4 pianos a la préférence. 
De nombreuses versions s'ajoutent régulièrement à celles pour piano : marimba, vibraphone, quatuor de saxophones, orgue, harpe, huit violoncelles.

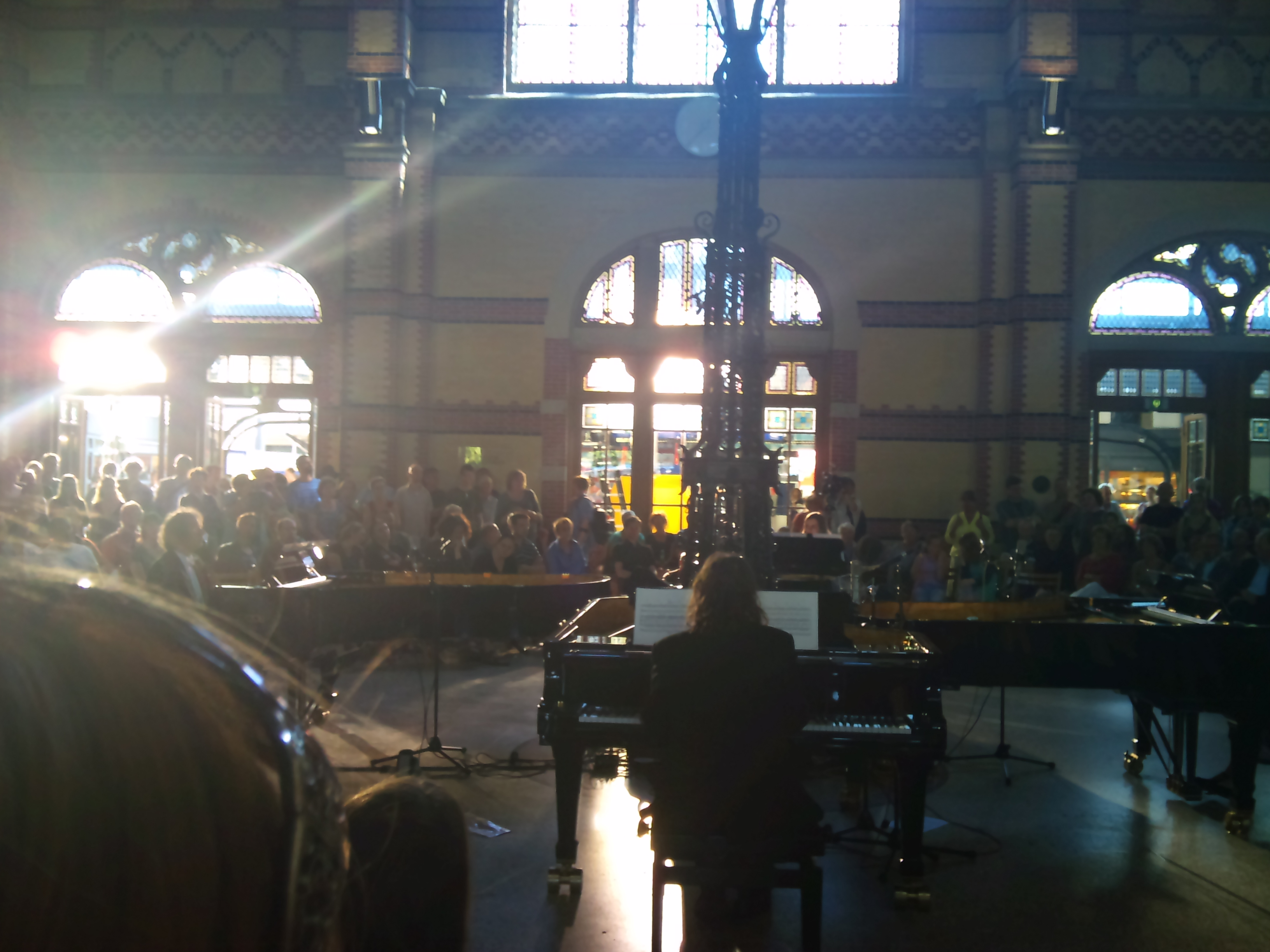
Canto Ostinato en Groningue (2010)

Canto Ostinato est qualifié de musique minimaliste, même si ten Holt n'aimait guère ce terme, préférant parler de code génétique et qualifiant les concerts de rituels. La pièce est composée de 106 cellules, qui peuvent être répétées selon le bon vouloir des interprètes, avec ou sans leurs variantes. Les décisions de tempo et de dynamique reviennent aussi aux interprètes. La durée peut donc varier entre une grosse demi-heure et une journée entière, même si la plupart du temps, elle est oscille entre une heure ou deux, suivant les instruments employés, le public et le lieu. Dans ses mémoires, ten Holt signale néanmoins que "l'idée de "plus-c'est-long-mieux-c'est" est une erreur car la tension entre deux points disparaît et il n'y a plus qu'une répétition vide de sens des mêmes notes". 

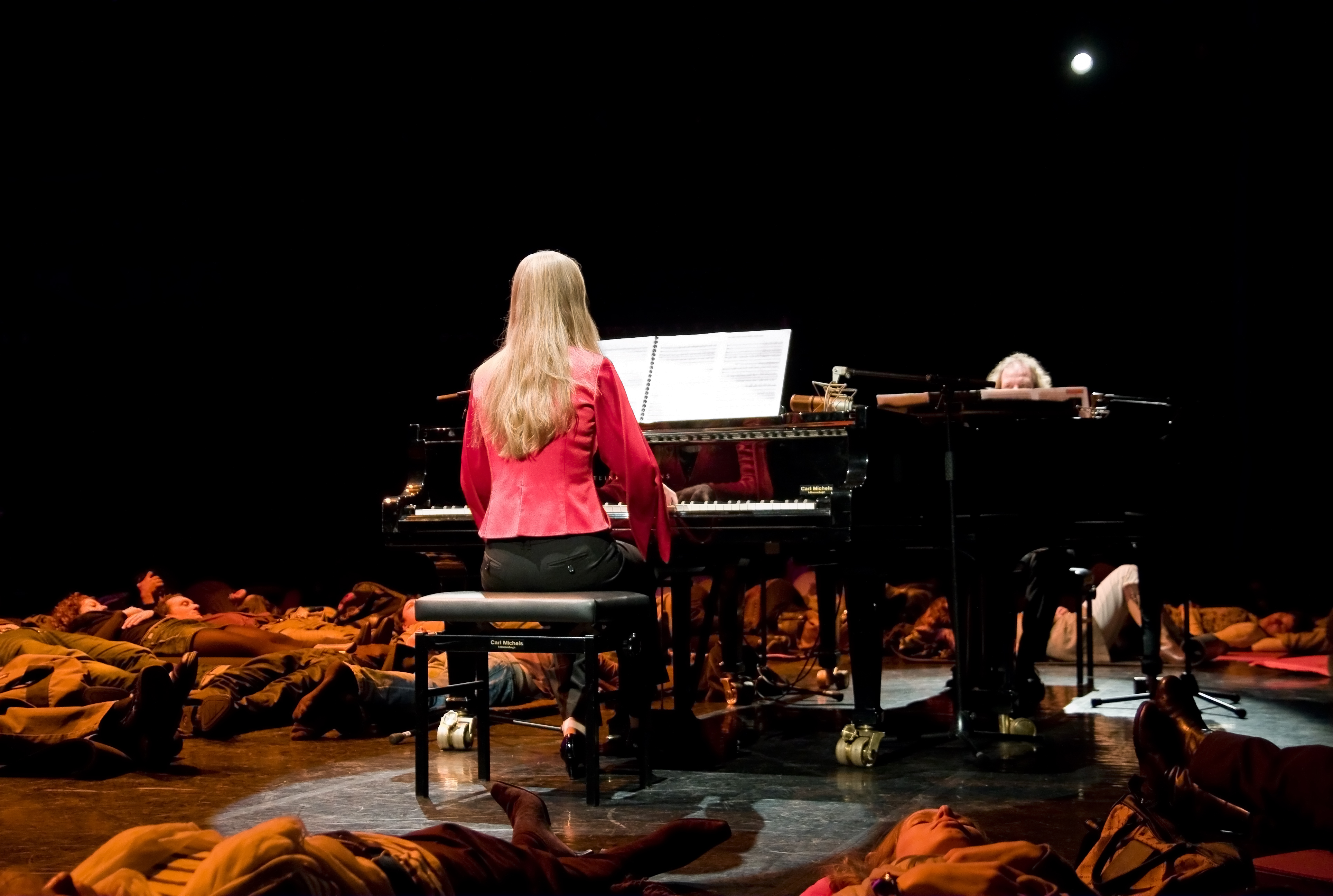
Canto Ostinato en La Haye (2011)

La composition a conquis un large public. En témoignent les ventes de certains CD ou le nombre de vues de certaines vidéos.
- le CD de Polo de Haas et Kees Wieringa s'est vendu à plus de 15.000 exemplaires
- la version pour 4 pianos (2 avril 2011, Eindhoven, Elizabeth & Marcel Bergmann + Sandra & Jeroen van Veen) atteignait en décembre 2014 plus de 670.000 vues.

Le statut de cette musique auprès du public (principalement néerlandais) est aussi illustré par quelques interprétations spectaculaires de Canto Ostinato : 
- le festival Who's afraid of Canto Ostinato en 2008 à Culemborg
- CANTO OSTINATO XL FESTIVAL : 12 concerts en 2 jours à la Bourse de Berlage, Amsterdam
- le 26 juin 2010, 4 pianistes dans le hall de la gare de Groningen
- les ligconcerten (concerts couchés) de Jeroen & Sandra Van Veen
- la version pour 8 violoncelles par Cello8ctet Amsterdam dans le tunnel du métro en construction d'Amsterdam.

En 2011, le réalisateur néerlandais Ramon Gieling a réalisé le film Over Canto sur ce morceau et l'influence qu'il a pu avoir sur ses auditeurs.